# شرکت صنایع ریخته‌گری ایران
شرکت صنایع ریخته‌گری ایران یک شرکت سهام عام ایرانی سازنده قطعات ریخته‌گری موتورها، خودروهای سبک و خودروهای سنگین است، که در سال ۱۳۵۴ شروع به کار کرده‌است.
این شرکت که در شهرک صنعتی کاوه قرار دارد در زمینی به مساحت ۱۵۰٬۰۰۰ متر مربع و با تولید سالانه ۳۰ هزار تن و با ۳۱۰ پرسنل فعالیت می‌کند، همچنین این شرکت در سال ۱۳۸۰ به شرکت‌های زیرمجموعه گروه بهمن اضافه شد. این شرکت در شهرک صنعتی کاوه که در ساوه واقع شده‌است؛ قرار دارد.

## محصولات
- سیلندر
- سرسیلندر
- کاسه ترمز
- توپی چرخ و کاسه چرخ
- میل لنگ
- مانیفولد اگزوز
- پوسته کلاچ فلایویل
- پمپ روغن
- واتر پمپ
- کپه یاتاقان
- اکسل
- گیربکس